# Лайон, Патрик, 1-й граф Кингхорн
Патрик Лайон, 1-й граф Кингхорн (англ. Patrick Lyon, 1st Earl of Kinghorne; ок. 1575 — 19 декабря 1615) — шотландский дворянин и землевладелец.

## Биография
Родился около 1575 года. Сын Джона Лайона, 8-го лорда Глэмиса (? — 1578), и Элизабет Абернети, единственной дочери Александра Абернети, 6-го лорда Салтона.
Его отец был убит в 1578 году выстрелом в голову во время драки на улицах Стерлинга с последователями Дэвида Линдси, 11-го графа Кроуфорда. Граф Кроуфорд был хорошим стрелком, а Глэмис представлял собой легкую цель, поскольку был очень высоким, по словам историка Дэвида Хьюма из Годскрофта. Его дядя Томас Лайон, мастер Глэмис (? — 1608), стал главой семьи, наставником и куратором молодого лорда Глэмиса.
В июне 1598 года он был объявлен мятежником за то, что не явился для разрешения своей вражды с графом Кроуфордом в соответствии с новым законодательством. В феврале 1593 года король Яков VI отправил Глэмиса с герцогом Ленноксом, графом Маром и мастером Глэмисом в Пеникуик на поиски мятежного графа Ботвелла. Лорд Глэмис упал с лошади и сломал три ребра.
В сентябре 1594 года король Яков VI Стюарт собрал силы против северных графов и встретился с ними в битве при Гленливете. Когда король был в Перте, тётя лорда Глэмиса, Эуфемия Дуглас, написала лэрду из Балтайоку, прося его приехать в замок Глэмис со своими последователями, вооружёнными и готовыми следовать за королём на север.
В 1601 году он убил одного из своих слуг (по имени Джонсон), который оскорбил его и выстрелил в него на церковном дворе в воскресенье. Король простил его, а церковный служитель Генри Блайт проповедовал против этого, как противоречащего клятве короля вершить правосудие.
В феврале 1603 года его попросили явиться в Перт, чтобы разрешить вражду с сэром Робертом Крайтоном из Клуни после убийства Уильяма Мелдрума из Монкоффера. Патрик Лайон получил титулы графа Кингхорна и лорда Лайона и Глэмиса 10 июля 1606 года.
Патрик Лайон провел крупную реставрацию и перестройку замка Глэмис примерно в 1606 году, что отмечено надписью «Построен Патриком, лордом Глэмисом, и дамой Анной Мюррей» на лестничной башне.
Патрик Лайон, 1-й граф Кингхорн, скончался в Эдинбурге в декабре 1615 года в возрасте около 40 лет.

## Семья
В мае 1595 года лорд Кингхорн женился на Энн Мюррей (1579 — 27 февраля 1618), дочери Джона Мюррея, 1-го графа Таллибардина (1550—1613), и Кэтрин Драммонд. Энн, как считалось, была любовницей короля Шотландии Якова VI, в Стерлинге. Банкет должен был состояться в «новом доме графини Мар», Mar’s Wark, и празднества в Гаске, доме отца Анны, графа Таллибардина. Ни Яков VI, ни Анна Датская не присутствовали на свадьбе, потому что Анна была больна во дворце Линлитгоу. Король и королева планировали приехать на свадебный банкет 1 июня, чтобы отпраздновать его с «великим триумфом» в замке Стерлинг.
В мае сообщалось, что Энн Мюррей пыталась сделать свадьбу мирным событием среди распрей. Брак имел политическое и фракционное значение в Шотландии, спорно организованный графом Маром без ведома мастера Глэмиса . Мастер Глэмис хотел, чтобы Патрик женился на сестре лэрда Сессфорда. Действия Мара были частью его вражды с канцлером Шотландии Джоном Мейтлендом из Тирлестейна.
Дети Энн и Патрика Лайона, 1-го графа Кингхорна:
- Джон Лайон, 2-й граф Кингхорн (13 августа 1596 — 12 мая 1646), старший сын и преемник отца.
- Достопочтенный Фредерик Лайон (? — 1660).
- Леди Энн Лайон (? — 8 февраля 1637), в 1618 году вышедшая замуж за Уильяма Хэя, 10-го графа Эрролла.
- Леди Джин Лайон (? — 2 февраля 1618).
- Патрик Лайон (род. 1600)
- Достопочтенный Джеймс Лайон (1602 — 13 августа 1641)
- Элизабет Лайон (род. 1608).